# ناتيف (مكتب ارتباط إسرائيلي)
نتيف (بالعبرية: נתיב)، أو (ليشكات هاكشير) أو مكتب الاتصال رسميًا، هي منظمة اتصال حكومية إسرائيلية حافظت على اتصال مع اليهود الذين كانوا يعيشون في الكتلة الشرقية خلال الحرب الباردة وشجعت عالية، الهجرة إلى إسرائيل.

## التاريخ
تأسست كجزء من مكتب رئيس الوزراء من قبل رئيس الوزراء موشيه شاريت في 1952-1953، تم تصميم ناتيف للعمل بشكل سري، وإجراء اتصالات، وتعزيز التعليم اليهودي، ومساعدة الهجرة إلى إسرائيل. لم يكن (ناتيف) أول منظمة تفعل ذلك؛ قام الموساد لعلية بيت، وهو جزء من الهاغانا، بإحضار اليهود إلى إسرائيل في تحد للانتداب البريطاني، ولكن هذا انتهى بإنشاء إسرائيل. كان على ناتيف أن يواصل هذه المهمة، باستثناء الآن في تحد للاتحاد السوفياتي. على الرغم من أنها تعمل بطريقة سرية، إلا أن السياسة الرسمية لم تكن أبدًا لخرق القوانين السوفيتية. هذا لم يمنع المخابرات السوفياتية من الاشتباه في أنها كانت تتجسس. في الواقع، في عام 1998 اتهم ناتيف بتنفيذ عمليات تجسس. يزعم سفير إسرائيلي سابق في موسكو أن المخابرات السوفياتية قامت بإجراءات مراقبة شاملة لجميع عملياتها، لكنها لم تتدخل بشكل مباشر.
بدأ ناتيف عملياته الخارجية من السفارات الإسرائيلية، ولكن انتهى ذلك بعد حرب الأيام الستة في عام 1967، عندما قطعت روسيا والدول السوفييتية الأخرى العلاقات الدبلوماسية مع إسرائيل. دفع هذا ناتيف إلى تركيز المزيد من جهوده على الدول الغربية، حيث ضغط على الحكومات لتعزيز حرية أكبر للهجرة في الاتحاد السوفييتي بعبارة «دع شعبي يذهب». في حين تم إحباط عملياتها السوفيتية، بدأت حركة رافض، وجذبت اهتمامًا دوليًا أكبر بقضية الهجرة السوفيتية. ساعد ناتيف الحركة من خلال الدعم المادي للرافضين وتعزيز منظمات الرفض.
في منتصف السبعينيات، أجبر الضغط الدولي الاتحاد السوفيتي على السماح بمزيد من الهجرة، وازداد عدد اليهود السوفييت الذين يغادرون إلى إسرائيل بشكل كبير. أنهى تفكك الاتحاد السوفييتي الحاجة إلى إجراء عمليات سرية، واليوم يدير ليشكات هاكشير بشكل علني نوادي يهودية وخدمات تعليمية في روسيا. كما أنه مكلف بإصدار تأشيرات ومعالجة المهاجرين القادمين إلى إسرائيل بموجب قانون العودة. ومع ذلك، فقد واجهت مؤخرًا تخفيضات في الميزانية والعاملين، وتراكم المهاجرين، والضغط للإغلاق من المجموعات بما في ذلك الموساد والشين بيت. اعتبارًا من نوفمبر 2006، كان لدى ناتيف 60 موظفًا وميزانية تبلغ حوالي 11.6 مليون دولار أمريكي.
عندما شكل كديما حكومة ائتلافية مع يسرائيل بيتينو، تم نقل ناتيف من مكتب رئيس الوزراء إلى وزارة الشؤون الاستراتيجية. في فبراير 2007، اقترح أفيجدور ليبرمان، وزير الشؤون الإستراتيجية والمهاجر الروسي، أن ينتقل ليشكات هاكشير إلى عمليات جديدة بين اليهود الروس الذين هاجروا إلى الولايات المتحدة وكندا وألمانيا. تحت قيادة ليبرمان، حاولت عملية ناتيف ألمانيا إقناع المهاجرين اليهود العرقيين من الاتحاد السوفييتي السابق بالهجرة من ألمانيا إلى إسرائيل. ومع ذلك، مع استقالته في يناير 2008، من غير المرجح أن يتم تنفيذ خطط تعيين اثنين من موظفي ناتيف في ألمانيا.

### قائمة القادة
- شاؤول أفيغور، 1953-1970
- نحميا ليفانون، 1970-1980
- يهودا لابيدوت، 1980-1986
- ديفيد بار توف، 1986-1992
- يعقوب كدمي، 1992-1999
- تسفي ماجن، 1999-2006
- نعومي بن عامي، 2006-2015
- أليكس كوشنير، 2016-2017
- نيتا بريسكين-بيليج، 2017 حتى الوقت الحاضر

### الفروع
- معلومات
- نشاط
- المحتوى

## روابط خارجية
- Lishkat Hakesher في العالم
- باللغة الروسية «المكتب الحكومي حول التواصل مع الجاليات اليهودية»
- باللغة الروسية «هل تحتاج إسرائيل إلى ناتيف»